# Kobela
Kobela är en småköping (estniska: alevik) i Antsla kommun i landskapet Võrumaa i sydöstra Estland. Orten är belägen cirka 200 kilometer sydöst om huvudstaden Tallinn. Kobela ligger 68 meter över havet och antalet invånare är 468. Orten ligger mellan de båda sjöarna Boose järv i söder och Vastsekivi järv i norr.

## Geografi
Terrängen runt Kobela är platt, och sluttar västerut. Runt Kobela är det glesbefolkat, med 15 invånare per kvadratkilometer. Närmaste större samhälle är staden Antsla, cirka fyra kilometer sydöst om Kobela. I omgivningarna runt Kobela växer i huvudsak blandskog.

### Klimat
Trakten ingår i den hemiboreala klimatzonen. Årsmedeltemperaturen i trakten är 3 °C. Den varmaste månaden är juli, då medeltemperaturen är 18 °C, och den kallaste är januari, med −12 °C.